# Герб Возели
Ге́рб Возе́ли — офіційний символ містечка Возела, Португалія. Використовується як територіальний герб. У чорному щиті золота вежа з червоними вікнами і брамою, яка височіє на зеленій горі. Ця гора перетята річкою у вигляді широкої синьої хвилястої смуги зі срібною облямівкою. Обабіч вежі два срібні півмісяці рогами догори, над якими п'ятипроменеві зірки такого ж кольору. У главі щита золоте сонце праворуч і срібний півмісяць ліворуч, рогами до центру. Щит увінчує срібна мурована містечкова корона з чотирма вежами.  Під щитом біла стрічка, на якій великими літерами напис португальською: «vila de Vouzela» (містечко Возела).  Офіційно затверджений 24 лютого 1931 року.  

## Галерея

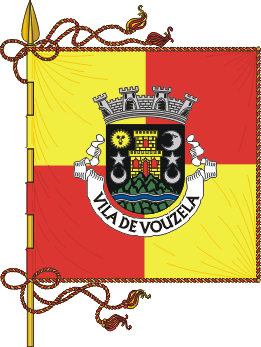
Прапор